# Bawai Soro
Bawai Soro, właśc. Aszur Soro (ur. 3 marca 1954 w Kirkuku) – iracki duchowny asyryjski, a następnie katolicki obrządku chaldejskiego, posługujący w Stanach Zjednoczonych i Kanadzie. Biskup eparchii Mar Addai w Toronto w latach 2017–2021.

## Życiorys

### Duchowny asyryjski
Aszur Soro urodził się w rodzinie asyryjskiej 3 marca 1954 w Kirkuku. W 1976 wyemigrował wraz z rodziną do Stanów Zjednoczonych. Święcenia diakonatu w Asyryjskim Kościele Wschodu przyjął 7 stycznia 1973. Na kapłana został wyświęcony 21 lutego 1982. 21 października 1984 został wyświęcony na biskupa asyryjskiej eparchii Zachodniej Kalifornii (San José). Zgodnie z tradycją zmienił swoje imię na Bawai.  Od 1995 był ordynariuszem asyryjskiej eparchii Seattle. W 1999 ponownie został przeniesiony na urząd biskupa Zachodniej Kalifornii.
W latach 1984 – 2005 jako odpowiedzialny za kontakty ekumeniczne prowadził dialog z katolickim Kościołem chaldejskim, wywodzącym się z tej samej tradycji asyryjskiej. Doszedł do wniosku, że pomiędzy Kościołami nie istnieją większe różnice, nawet w kontekście prymatu papieskiego. Kiedy w 2004 dialog między Kościołami został przerwany, poprosił papieża Benedykta XVI o przyjęcie do Kościoła katolickiego. W 2005 został przez Kościół asyryjski suspendowany.

### Duchowny chaldejski
11 maja 2008, wraz z ok. 1000 rodzin wyznania asyryjskiego (ok. 5000 wiernych, w tym 30 diakonów i 6 księży), przeszedł do Kościoła katolickiego obrządku chaldejskiego. Z tego powodu zostali 31 października oni ekskomunikowani przez Synod Biskupów Asyryjskiego Kościoła Wschodu, który równocześnie przez kilka lat toczył z nim spory sądowe o majątek kościelny, zakończone zrzeczeniem się przez biskupa wszystkich praw do niego.
Rozpoczął posługę w chaldejskiej eparchii św. Piotra Apostoła w San Diego. 10 stycznia 2014 został przez papieża Franciszka mianowany wikariuszem generalnym i biskupem pomocniczym tejże eparchii ze stolicą tytularną Foratiana, co ostatecznie uregulowało jego status w Kościele katolickim.
31 października 2017 został mianowany biskupem eparchialnym chaldejskiej eparchii Mar Addai w Toronto. Eparchię kanonicznie objął 29 listopada.
11 września 2021 papież Franciszek przyjął jego rezygnację z pełnionej funkcji.